# Piper PA-28 Cherokee
Piper PA-28 Cherokee là dòng máy bay hai hoặc bốn chỗ hạng nhẹ do Piper Aircraft chế tạo và được thiết kế để huấn luyện bay, taxi bay và mục đích sử dụng cá nhân. Dòng máy bay PA-28 bao gồm các máy bay làm hoàn toàn bằng kim loại, không điều áp, một động cơ, chạy bằng pít-tông với cánh gắn thấp và sử dụng thiết bị hạ cánh ba bánh. Máy bay có một cửa duy nhất ở phía bên phải, vào bằng cách bước lên cánh.